# 伊頓·阿倫
伊頓·阿倫（英語：Ethan Allen，1738年1月21日—1789年2月12日），是佛蒙特州創立的奠基人之一，美國獨立戰爭初期反叛者的民兵軍官。
阿倫生於1738年1月21日康涅狄格殖民地利奇菲爾德，以務農、煉鐵、貿易為生。1757年阿倫開始在康涅狄格殖民地擔任民兵，但不久便捲入新罕布夏贈地風波。當時紐約省與新罕布夏省的開拓者正爭奪新罕布夏贈地，而引起法律訴訟，但紐約最高法院的判決卻利於紐約。這使紐約省的官員可繼續在新罕布夏量地擴張。結果贈地內部分居民轉而請求阿倫協助，阻止紐約吏員及開拓者進入境內。
1770年至1774年間，阿倫與親戚利文伯·柏加及西斯·華納籌組了綠山兄弟，開始以威嚇甚至武力「守衛」新罕布夏贈地，並乘機在該處投資房產。這開啟了佛蒙特地區自治的濫觴。1775年美國獨立戰爭爆發，阿倫與綠山兄弟也積極響應。阿倫本人指揮了攻佔提康德羅加堡，卻在遠征加拿大前被綠山兄弟免職。稍後阿倫繼續以志願者身份參戰，但於長岬之戰被俘，直到1778年才在交換戰俘獲釋。
阿倫在1778年獲釋後，獲大陸軍任命為上校，但未再參與戰爭。返鄉後阿倫投身佛蒙特共和國政治，但獨立戰爭結束後，阿倫的政治影響力已不如前。1789年2月11日阿倫中風病逝。
美國家具店伊莎艾倫的名字是為了紀念他。